# Tanja Schirmeister
Tanja Schirmeister (1963) é uma farmacologista e química alemã.
Schirmeister estudou farmácia a partir de 1982 na Universidade de Freiburg, onde obteve o diploma em 1987, onde obteve um doutorado em 1993, orientada por Hans-Hartwig Otto, com a tese Enzymatische Hydrolyse E/Z-diastereotoper Diester und E/Z-diastereomerer Monoester.
Recebeu em 2017 com Carsten Schmuck e Peter Wich o Literaturpreis des Fonds der Chemischen Industrie por seu trabalho na nova edição do clássico Beyer-Walter Lehrbuch der Organischen Chemie.

## Obras
- com Carsten Schmuck e Peter Wich (Editores): Beyer/Walter Lehrbuch der Organischen Chemie, 25. Edição, Hirzel 2016
- com Carsten Schmuck, Bernd Engels, Reinhold Fink: Chemie für Mediziner, Pearson 2008, 2017